# جو كوردينا
جو كوردينا (بالإنجليزية: Joe Cordina) (مواليد 1 ديسمبر 1991) هو ملاكم من المملكة المتحدة، مثّل بلاده في الألعاب الأولمبية الصيفية 2016.

## روابط خارجية
جو كوردينا على موقع بوكس ريك (الإنجليزية) (registration required)
- جو كوردينا على موقع اللجنة الأولمبية الدولية (الإنجليزية)
- جو كوردينا على موقع أوليمبيديا (الإنجليزية)
- جو كوردينا على موقع اللجنة الأولمبية البريطانية (الإنجليزية)
- جو كوردينا على موقع اتحاد ألعاب الكومنولث (مؤرشف) (الإنجليزية)